# Sulimy (Konopki-Białystok)
Sulimy – kolonia w Polsce położona w województwie podlaskim, w powiecie kolneńskim, w gminie Grabowo. Część wsi Konopki-Białystok.
Na przełomie 1783/1784 wymieniona jako wieś Sulimy, leżała w parafii Grabowo, dekanat wąsoski diecezji płockiej i była własnością Bernarda Wagi, skarbnika wiskiego. W latach 1975–1998 miejscowość administracyjnie należała do województwa łomżyńskiego.